# Pape Ibra M'Boup
Pape Ibra M'Boup est un footballeur sénégalais né le 19 août 1987 à Thiès. Il joue au poste de milieu défensif.

## Biographie
Pape Ibra M'Boup commence le football dans différents clubs au Sénégal. Il débute en première division sénégalaise dès l’âge de 17 ans avec l’US Rail, puis joue avec le FC Thiès. 
En 2007, Pape M'Boup est repéré par l'AS Saint-Étienne. Il signe en octobre un contrat le liant au club pendant quatre ans, et se rend même dans le centre d'entraînement dans lequel il est censé progresser dans les prochaines années. Cependant, pour des raisons administratives, il doit retourner au Sénégal, et finalement ne retourne jamais à l'AS Saint-Étienne.
Par la suite, il retente sa chance avec la réserve de l'AJ Auxerre, qui elle non plus ne le retient pas. Mais le sénégalais a la ferme volonté de jouer en France, estimant que, au Sénégal, « il y a tellement de problèmes, le manque d’infrastructures notamment ».
En juin 2008, il signe un contrat avec l'Olympique Croix-de-Savoie 74, qui vient d'être promue en championnat National (troisième division nationale française),.
Avec l'OCS 74, qui est renommé en juin 2009 Évian Thonon Gaillard Football Club, Pape Ibra M'Boup joue, en championnat National, une vingtaine de matchs chaque saison, assumant un rôle de joker au milieu de terrain. Au terme de sa première saison en Haute-Savoie, l'équipe, entraînée par Pascal Dupraz, finit cinquième du championnat. Au mercato, c'est Stéphane Paille qui remplace Dupraz, avant d'être lui-même remplacé par Bernard Casoni en janvier 2010 sous les ordres duquel, l'équipe remporte le championnat National 2010.
En 2010-2011, alors que l'équipe vient de se promouvoir en deuxième division, Pape Ibra M'Boup joue peu en première partie de saison mais ne veut pas « rater sa chance » d'aider le club lorsqu'en raison des blessures des titulaires Guillaume Lacour et Olivier Sorlin, il revient dans le groupe. Finalement, il fait 17 apparitions sur l'ensemble de la saison et remporte le championnat de France de Ligue 2 2011.
Pape Ibra M'Boup quitte l'Évian Thonon Gaillard au mercato estival. Lors de son départ du club Pascal Dupraz, devenu directeur sportif, déclare : « Ce fut un déchirement de voir Pape M’Boup partir car il a quelque chose d’hors-norme. Il n’a pas eu de chance pour l’instant, il n’a pas mis tous les atouts de son côté mais ce n’est pas trop tard. J’espère qu’il va rebondir car il a le potentiel pour le faire ».
Par la suite, M'Boup joue deux saisons en National avec l'AS Cherbourg de 2011 à 2013, puis avec le FC Rouen. Il rejoint ensuite le CFA en signant avec l'AS Cannes, qui fait cette année-là un beau parcours en Coupe de France, éliminée par le futur vainqueur de la compétition (en quart de finale), après avoir battu l'AS Saint-Étienne puis le Montpellier HSC. Cependant, le club historique du football français est placé en liquidation judiciaire en fin de saison, et M'Boup quitte Cannes pour rejoindre l'Étoile Football Club Fréjus Saint-Raphaël en National.
En 2018, il gagne la Coupe de Luxembourg avec le Racing FC Union Luxembourg. Par la suite il joue en Ligue Europa.

## Palmarès
- Champion de France National en 2010 avec l'Évian Thonon Gaillard Football Club
- Champion de France de Ligue 2 en 2011 avec l'Évian Thonon Gaillard Football Club
- Vainqueur Coupe de Luxembourg 2018 avec le Racing FC Union Luxembourg

## Annexe